# Rothschildia imitator
Rothschildia imitator är en fjärilsart som beskrevs av Max Wilhelm Karl Draudt 1929. Rothschildia imitator ingår i släktet Rothschildia och familjen påfågelsspinnare. Inga underarter finns listade.